# Parahalcampa
Parahalcampa is een geslacht van zeeanemonen uit de klasse van de Anthozoa (bloemdieren).

## Soort
- Parahalcampa antarctica Carlgren, 1927